# ハーレーダビッドソン・スポーツスター

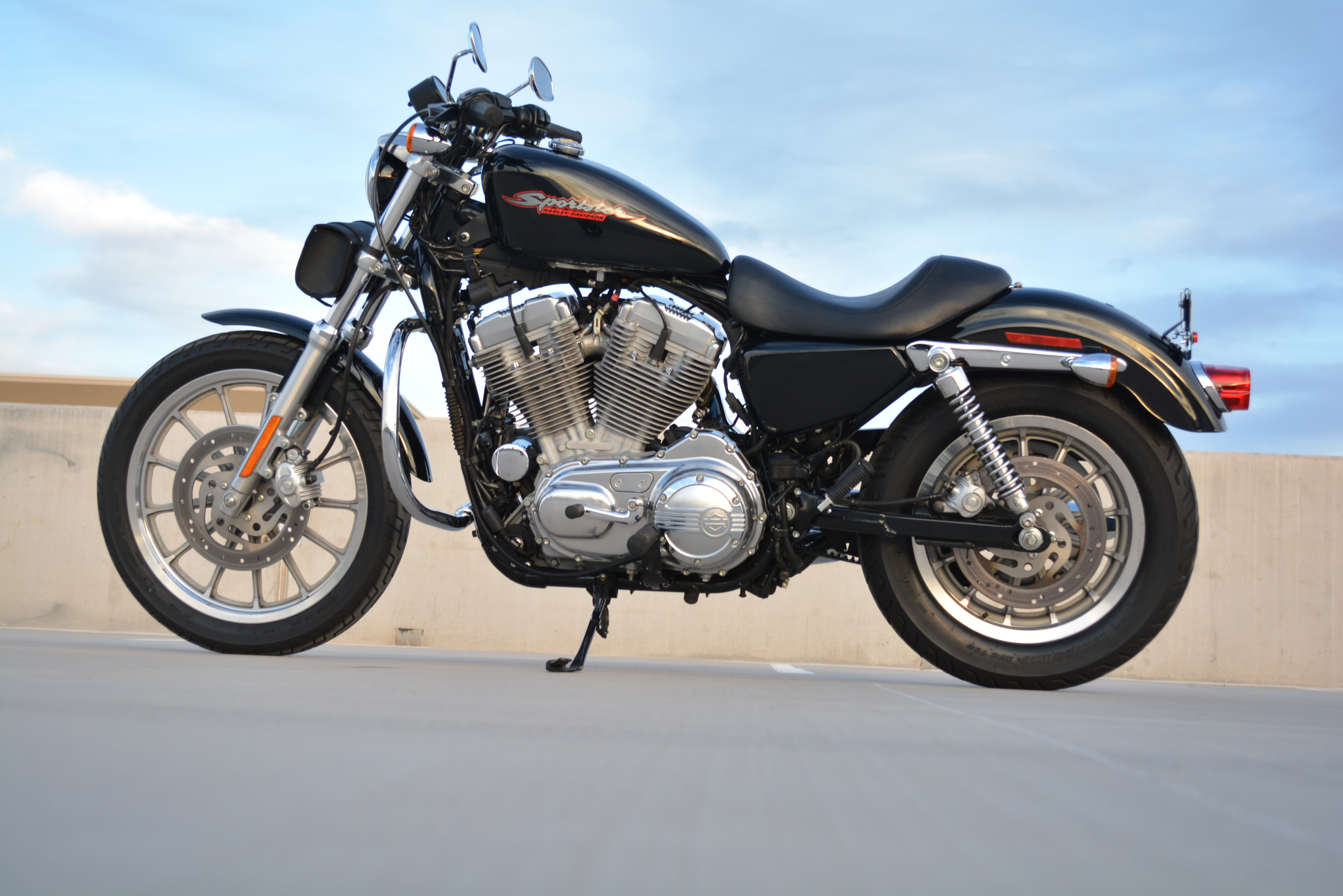
XL883_

スポーツスター（Sportster）とは、アメリカのオートバイ製造会社ハーレーダビッドソンのオートバイシリーズ名である。1957年に初代を発売して以降、スポーティーな走りに重点を置いている。ハーレーラインナップの中ではスポーツスターファミリーと呼ばれている。

## 概要
誰もがスポーティーな走りを充実できるように個性的なラインナップと低価格で人気の車種である。
スポーツスターというモデル自体は1952年の時点で既に登場しているが、1957年にXLモデルとして登場したものはサイドバルブエンジンに55キュービックインチ（約901.3cc）OHVエンジンとトランスミッションとが一体型となる「エボリューションエンジン」を搭載し、幅も抑えているデザインとなっている。
翌1958年には低圧縮のXL、高圧縮のXLH、保安部品のついていないマグネトー点火の低圧縮のXLC、高圧縮のXLCHが誕生。1959年にはXL、XLH、保安部品装着のXLCHのみとなる。1960年にはXLもなくなりXLHとXLCHのみとなり、バッテリー点火とディストリビューターのXLH、バッテリーレスでマグネトー点火のXLCHとなる。1967年にはXLHだけにセルがついて、1970年にはXLCHもXLHと同じくバッテリー点火とディストリビューターとなる。
1986年、883ccと1100ccの2つの排気量を持つオールアルミ製のニューエンジン『Evolution（エボリューション）』を搭載する。1988年にハンドルをプルバックし、ライディングポジションをコンパクトにした『Hagger（ハガー）』が登場。同時に1100ccが1200ccに拡大された。1991年にトランスミッションを4→5速化すると、1992年に1200ccが、1993年に883ccがベルトドライブ駆動となる。
ハーレーダビッドソン100周年となる2003年には、スターリングシルバーとビビッドブラックのアニバーサリーペイントが、期間限定で全てのスポーツスターに施される。
2004年ラバーマウントフレームに一新され、エンジンも見た目はほぼ変わらないものの、すべてが見直されたNEWエボリューションとなる。2007年には全モデルをインジェクション化した。
2010年、XL1200X Forty-Eightが登場。1948年式『Model 5』で最初に導入されたピーナツタンクがこのモデルでは復活しており、それに由来したネーミングとなっている。
重量も軽く、シート高も低いため、ハーレー初心者や女性にも扱いやすく、自動車教習所の大型自動二輪車教習では、この車種を使うところも多い。883ccモデルと1,200ccモデルが製造販売されていた。
日本国内では「スポーツスター」と呼ばれるが、“sports star”ではなく、本来は「スポートスター」である。
人気が高いモデルであったがXL1200シリーズは長らく空冷OHVのV型2気筒エンジンを搭載しており基本設計が古いため、排ガス規制のEURO5に適合させらず、2021年に生産を終了。同年12月にXL1200X フォーティーエイト ファイナルエディションが発表され、限定1300台が発表直後に即予約完売するほどの人気ぶりが話題を呼んだ。
後継として新開発の水冷V型2気筒エンジン「Revolution Max 1250T」を搭載し、倒立フロントフォークやアップマフラーなどを採用、トラクションコントロールやライディングモード、コーナリングABSなどの先進技術も取り入れた現代的なスポーツスターSが販売される。

## スポーツスターファミリー
- スポーツスター - 1957年に登場した最初のスポーツスター。
- スポーツスターXL - 上記参照。
- スポーツスターXLH - 上記参照。
- スポーツスターXLC - 上記参照。
- スポーツスターXLCH - 上記参照。
- XLCR - ハーレー初となるカフェレーサー。
- XR750
- XR750TT
- XR1000
- XR1200 - ビューエル製エンジン搭載車。
- XR1200X - ビューエル製エンジン搭載車。
- XL1200N - 別名「スポーツスター1200ナイトスター」。
- XL1200L - 別名「スポーツスター1200ロー」。
- XL1200C - 別名「スポーツスター1200カスタム」。
- XL1200S - 別名「スポーツスター1200スポーツ」。
- XL1200R - 別名「スポーツスター1200ロードスター」。
- XLH1100 - 1987年モデルから登場。
- XL883N - 別名「スポーツスター883アイアン」。
- XL883L - 別名「スポーツスター883ロー / スーパーロー」。
- XL883R - 別名「スポーツスター883R」。
- XL883C
- XLH883 - 1987年モデルから登場。トランスミッションは4速で現行のスポーツスターより少ない。
- XLH883ハガー
- XL1200X - 別名「スポーツスター1200フォーティーエイト」。
- XL1200V - 別名「スポーツスター1200セブンティーツー」。
- XL1200CX - 別名「スポーツスター1200ロードスター」。